# DJ 허츠

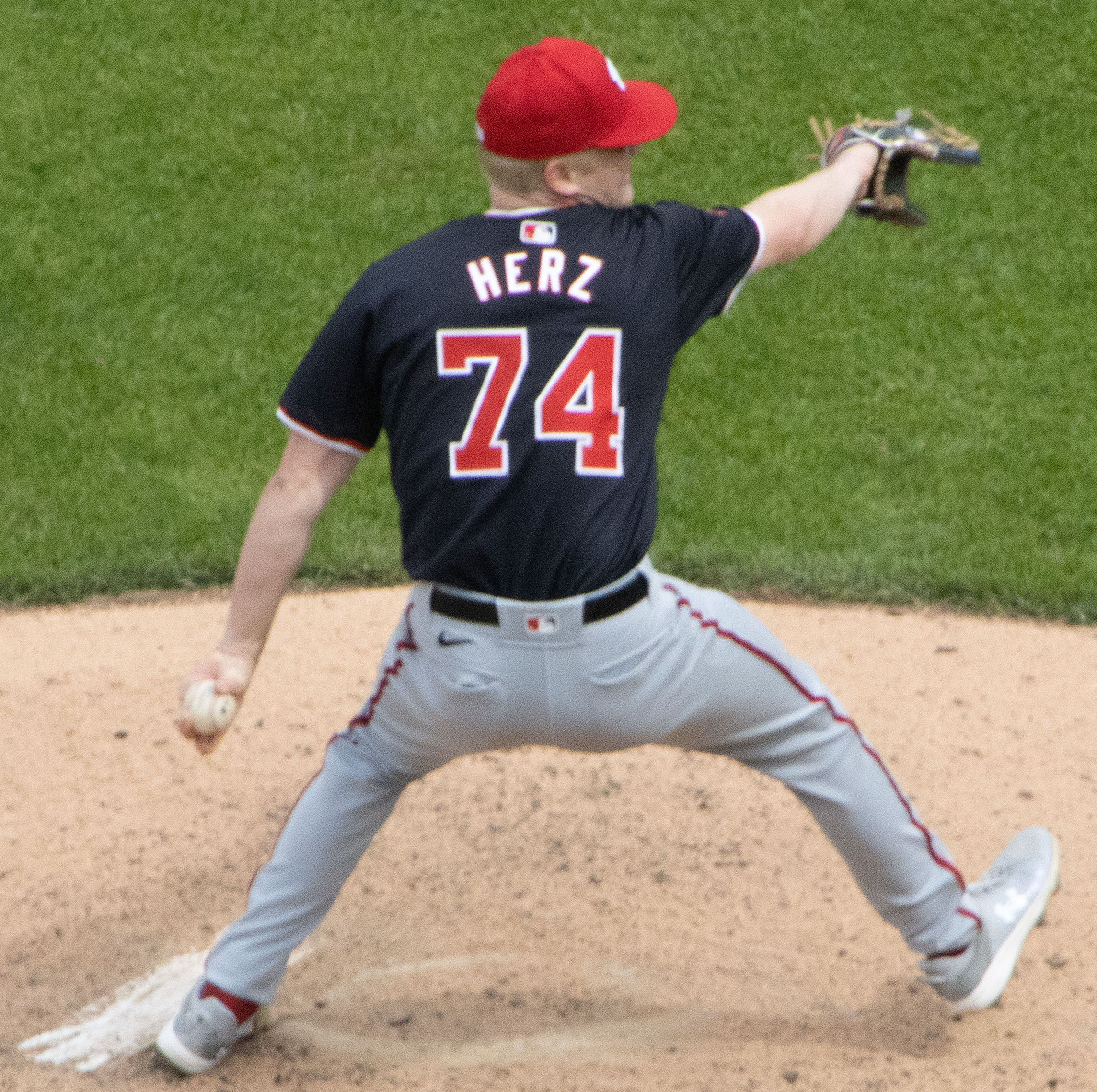
2024년 모습

DJ 허츠(DJ Herz, 본명: 데이비드존 패트릭 허츠, Davidjohn Patrick Herz, 2001년 1월 4일 ~ )는 메이저 리그 베이스볼(MLB) 워싱턴 내셔널스의 미국 프로 야구 투수이다. 2024년에 MLB에 데뷔했다.

## 어린 시절과 아마추어 경력
허츠는 노스캐롤라이나 주 페이엣빌에 있는 테리 샌퍼드 고등학교에서 야구, 농구, 축구를 했다. 축구는 그가 가장 좋아하는 스포츠였고 허츠는 고등학교에서 쿼터백으로 활약했다. 샘 하웰(Sam Howell)이 타르 힐스(Tar Heels)에서 뛰기로 약속할 때까지 노스캐롤라이나의 축구 팀으로 들어가는 것을 고려했다. 농구 선수로서 그는 데니스 스미스 주니어와 함께 AAU 팀에서 뛰었다. 노스캐롤라이나 타 힐스에서 대학 야구를 하기로 약속했다. 시니어 야구 선수로서 8승 1패의 기록, 0.50 자책점, .419 타율을 기록했다.